# Олимпийский центр парусного спорта в Циндао
Олимпийский центр парусного спорта в Циндао (кит. упр. 青岛国际帆船中心, пиньинь Qīngdǎo Guójì Fānchuán Zhōngxīn) — парусная марина (гавань) в заливе Фушан города Циндао, провинция Шаньдун. Место проведения соревнований по парусному спорту на летних Олимпийских играх 2008 года в Пекине.
Была построена к Олимпиаде поблизости от верфи Бэйхай, строительство было начато 25 мая 2004 года и закончено в 2008 году. Площадь составляет 45 гектаров, две трети из которых будут задействованы при проведении олимпийских соревнований. Центр состоит из береговой части, гавани и части водной поверхности, на берегу располагаются административно-судейские офисы, пресс-центр, центр для яхтсменов, здания инфраструктуры. Гавань и водная часть центра обеспечивают спортивные и технические аспекты проведения соревнований.
На набережной марины находится Олимпийская мемориальная стена.